# Huécija
Huécija este un municipiu în provincia Almería, Andaluzia, Spania, cu o populație de 560 locuitori.